# Estadio Héctor Etchart
El Estadio Héctor Etchart es un estadio cubierto perteneciente al Club Ferro Carril Oeste ubicado en la Avenida Avellaneda de la Ciudad Autónoma de Buenos Aires, barrio de Caballito y se encuentra debajo de la platea sur del Estadio Arquitecto Ricardo Etcheverri. Fue fundado el 17 de octubre de 1972, en honor a Héctor R. Etchart, socio honorario de Ferro, que integró la comisión directiva en diversas ocasiones.

## Historia
Tras la inauguración del estadio el 17 de octubre de 1972, el primer partido realizado en el estadio fue por el trofeo amistoso «Pampero Doble Básquet», el 3 de noviembre de ese mismo año. Se enfrentaron Palmeiras y River Plate, con un triunfo del conjunto brasileño. El campeonato coronó como campeón a Olimpo de Bahía Blanca.
El estadio supo ver campeón a Ferro del Campeonato Argentino de Clubes de 1981.

### Liga Nacional de Básquet
El 22 de diciembre de 1985, Ferro se coronó campeón de la Liga Nacional de Básquet 1985 tras derrotar a Atenas con un resultado global 2 a 1, obteniendo así su primer título, siendo ambas victorias de local. El año siguiente, Ferro repitió el título tras derrotar a Olimpo de Bahía Blanca por un resultado global de 3-1 y una victoria en el estadio. En la Liga Nacional de Básquet 1987, Atenas quebró la localía en el cuarto juego y derrotó a Ferro en la final. Dos años después, tras empatar 2-2 en la serie, en el juego decisivo desarrollado en el Héctor Etchart, Ferro se coronó campeón por tercera vez en su historia.

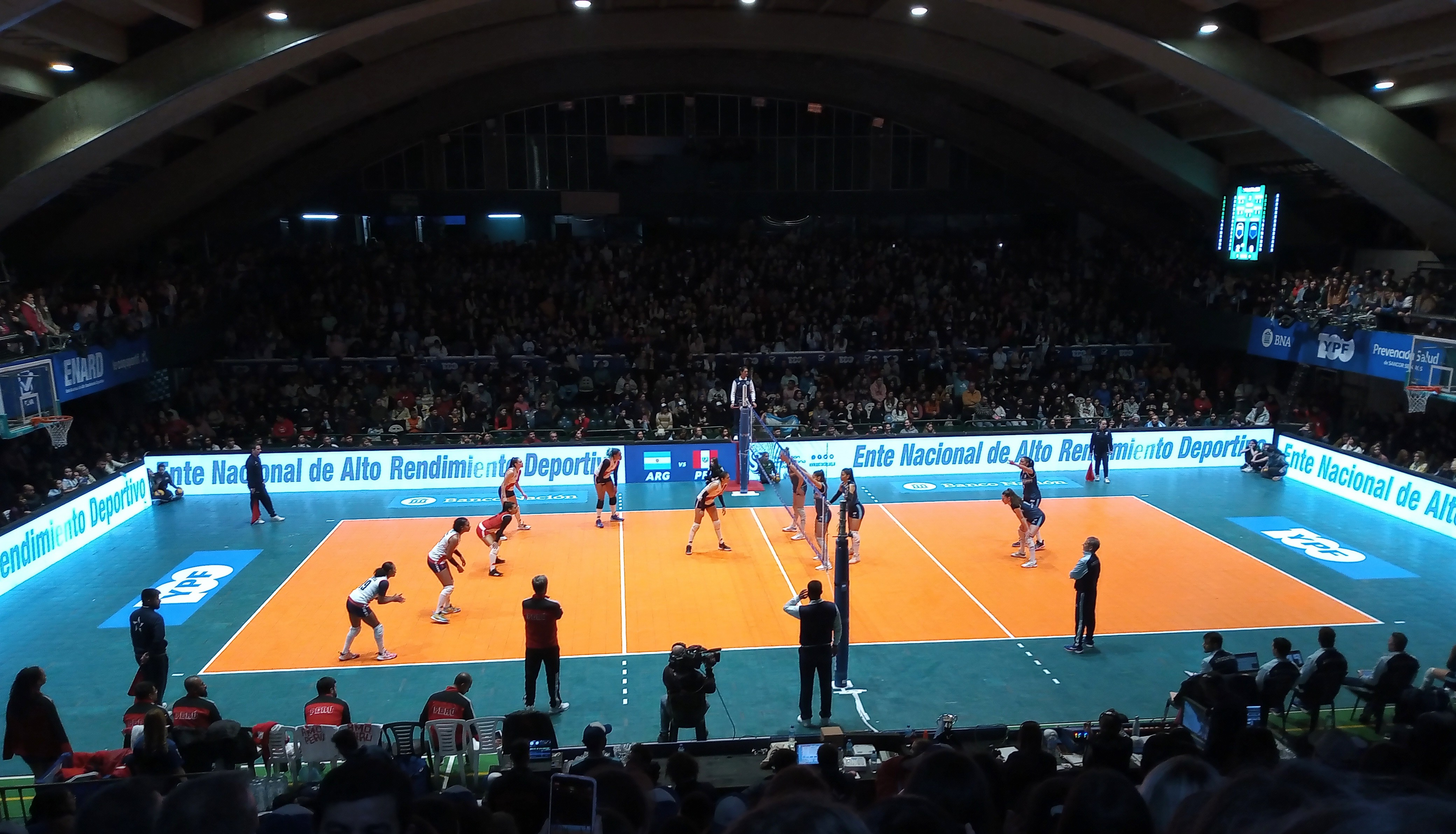
Partido de voley entre selecciones en el Estadio Héctor Etchart

## Estructura
Inicialmente, el estadio fue pensado como un gimnasio, pero finalmente se realizaron plateas. Actualmente posee una capacidad de 4500 espectadores. Dispone de dos tableros electrónicos y dos gradas laterales.
En 2009, debido a una inundación, el piso de parqué debió ser renovado.

## Eventos deportivos importantes
- Olimpíadas de ajedrez de 1978.
- Finales de la Liga Nacional de Básquet: 1985, 1986, 1987, 1989.
- Cuadrangular final de la Copa Argentina de Básquet 2005.
- Juego de las Estrellas de la LNB 2014.[3]